# ارنان (بازیکن فوتبال، زاده مه ۱۹۸۵)
ارنان (انگلیسی: Ernane؛ زادهٔ ۲ مهٔ ۱۹۸۵) بازیکن فوتبال اهل برزیل است.
از باشگاه‌هایی که در آن بازی کرده‌است می‌توان به باشگاه ورزشی واسکو دوگاما و باشگاه فوتبال باهیا اشاره کرد.